# The Weight of Your Love
The Weight of Your Love — четвертий студійний альбом британського гурту Editors, представлений 28 червня 2013 року лейблом PIAS. Ця платівка стала першою студійною роботою Editors пісня того, як гурт залишив гітарист Кріс Урбанович 16 квітня 2012 року. Editors оприлюднили заяву на офіційному вебсайті гурту про те, що це було «рішення, яке повністю основане на майбутньому музичному напрямку» і що відхід Урбановича був «абсолютно мирним». Також цей альбом став першою роботою гурту із новини членами колективу — Джастіном Локі та Еліоттом Вільямсом.

## Список композицій
| #   | Назва                            | Тривалість |
| --- | -------------------------------- | ---------- |
| 1.  | «The Weight»                     | 4:32       |
| 2.  | «Sugar»                          | 4:16       |
| 3.  | «A Ton of Love»                  | 3:58       |
| 4.  | «What Is This Thing Called Love» | 4:12       |
| 5.  | «Honesty»                        | 4:49       |
| 6.  | «Nothing»                        | 5:15       |
| 7.  | «Formaldehyde»                   | 3:50       |
| 8.  | «Hyena»                          | 3:39       |
| 9.  | «Two Hearted Spider»             | 4:30       |
| 10. | «The Phone Book»                 | 4:31       |
| 11. | «Bird of Prey»                   | 4:46       |

| Додаткова композицій Amazon.de видання | Додаткова композицій Amazon.de видання | Додаткова композицій Amazon.de видання |
| #                                      | Назва                                  | Тривалість                             |
| -------------------------------------- | -------------------------------------- | -------------------------------------- |
| 12.                                    | «Formaldehyde» (акустична версія)      | 4:37                                   |

| Додатковий диск делюкс видання | Додатковий диск делюкс видання | Додатковий диск делюкс видання |
| #                              | Назва                          | Тривалість                     |
| ------------------------------ | ------------------------------ | ------------------------------ |
| 1.                             | «The Sting»                    | 4:08                           |
| 2.                             | «Get Low»                      | 3:30                           |
| 3.                             | «Comrade Spill My Blood»       | 3:59                           |
| 4.                             | «Hyena» (акустична версія)     | 3:44                           |
| 5.                             | «Nothing» (акустична версія)   | 5:32                           |

| Додаткові композиції японського видання | Додаткові композиції японського видання | Додаткові композиції японського видання |
| #                                       | Назва                                   | Тривалість                              |
| --------------------------------------- | --------------------------------------- | --------------------------------------- |
| 1.                                      | «The Sting»                             | 4:08                                    |
| 2.                                      | «A Ton Of Love» (акустична версія)      | 3:58                                    |
| 3.                                      | «Formaldehyde» (акустична версія)       | 4:37                                    |

## Чарти
| Чарт (2013)                                        | Найвища позиція |
| -------------------------------------------------- | --------------- |
| Австрія Austrian Albums (Ö3 Austria)               | 10              |
| Бельгія Belgian Albums (Ultratop Flanders)         | 1               |
| Бельгія Belgian Albums (Ultratop Wallonia)         | 4               |
| Данія Danish Albums (Hitlisten)                    | 21              |
| Нідерланди Dutch Albums (MegaCharts)               | 1               |
| Фінляндія Finnish Albums (Suomen virallinen lista) | 43              |
| Франція French Albums (SNEP)                       | 39              |
| Німеччина German Albums (Media Control)            | 4               |
| Ірландія Irish Albums (IRMA)                       | 9               |
| Польща Polish Albums (ZPAV)                        | 24              |
| Португалія Portuguese Albums (AFP)                 | 10              |
| Іспанія Spanish Albums (PROMUSICAE)                | 43              |
| Швейцарія Swiss Albums (Schweizer Hitparade)       | 4               |
| Велика Британія UK Albums (OCC)                    | 6               |